# Panzergrenadier

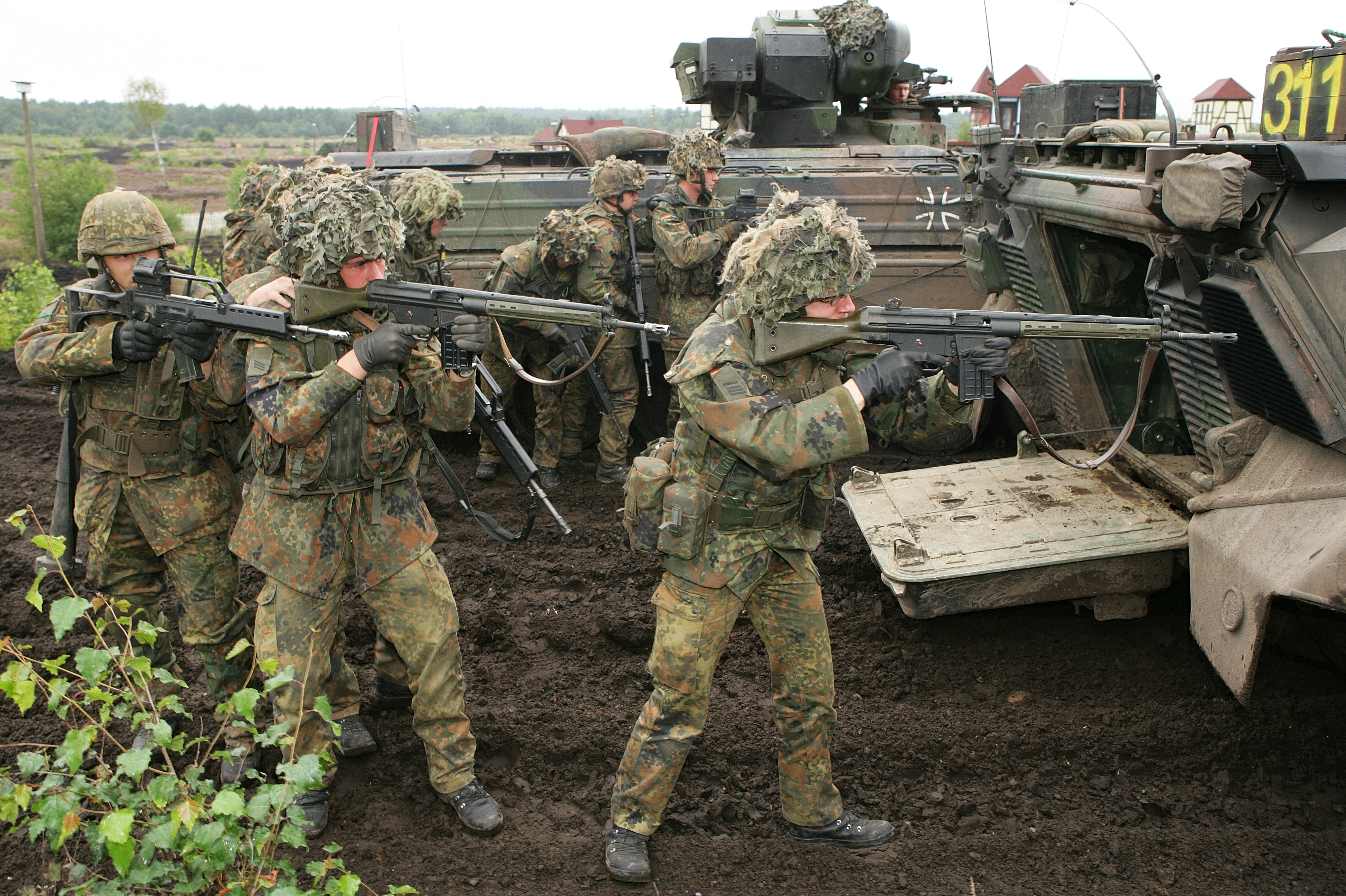
Lực lượng Panzergrenadier trong hàng ngũ quân đội Liên bang Đức

Panzergrenadier (phát âmⓘ), viết tắt PzGren (hiện đại) hoặc PzG (Thế chiến II), là thuật ngữ tiếng Đức dùng để chỉ lực lượng bộ binh cơ giới hóa (sử dụng phương tiện bình thường) và bộ binh cơ giới (sử dụng xe bọc thép có vũ trang) được sử dụng trong quân đội của Áo, Đức và Thụy Sĩ ngày nay. Xuất hiện lần đầu trong Thế chiến II, Panzergrenadier là những binh lính di chuyển bằng các xe chiến đấu bộ binh, thường đi theo yểm trợ xe tăng chủ lực trong các cuộc chiến tranh cơ giới. Họ thường xuống xe khi đối đầu với bộ binh địch hoặc sử dụng vũ khí chống tăng để tiêu diệt thiết giáp đối phương. Trong quân đội Thụy Sĩ hiện đại, Panzergrenadier là một bộ phận của lực lượng thiết giáp, nhưng lại là một nhánh binh chủng riêng biệt trong quân đội Đức và Áo.